# Samsung Galaxy Mini
Samsung Galaxy Mini (номер моделі S5570) – смартфон компанії Samsung Electronics, який працює на базі Android 2.2 Froyo (існує можливість оновлення операційної системи до новішої версії). Смартфон позиціонується як найдоступніша модель серед лінійки Galaxy.

## Зовнішній вигляд
Смартфон має ергономічний дизайн – відсутність гострих кутів, невеликі габарити (110,4 x 60,8 x 12,1 мм); завдяки вигину в нижній частині задньої панелі смартфон добре лежить у руці. На цій панелі, виготовленій з матового рифленого пластика, знаходиться отвір 3-мегапіксельної камери та динамік. На ребрах телефону знаходиться клавіша регулювання гучності, слот для карти пам'яті та клавіша увімкнення телефону/блокування дисплея. Також присутній microUSB порт, що крім зарядки від мережі дозволяє заряджати Galaxy mini при підключенні до ПК; mini-jack 3,5 мм для підключення навушників. Бокові панелі із пластика зеленуватого кольору (сірий у білому формфакторі) утворюють собою яскравий обідок. 

## Процесор
Смартфон обладнаний процесором Qualcomm MSM7227 (архітектура ARMv6) з тактовою частотою 600 МГц. Графічний процесор –  Adreno 200. Доступно 160 МБ пам'яті, є слот для карт microSD (до 32 ГБ). В комплекті поставляється карта пам'яті на 2 ГБ. 

## Дисплей
Ємнісний TFT-LCD-екран з діагоналлю 3.14 дюйма та роздільною здатністю 320 x 240 (QVGA). Як і на більшості смартфонів Samsung, тут встановлено інтерфейс TouchWiz 3.0. Підтримка MultiTouch. Виробник також додав Swype для прискореного вводу тексту (не потрібно натискати на окремі кнопки, лише провести пальцем від літери до літери, щоб ввести текст повідомлення).

## Камера
На Galaxy mini встановлено 3-мегапіксельну камеру, що підтримує режим одиночної, серійної та панорамної зйомки, авторозпізнавання усмішки у кадрі. Можна знімати відеоролики з роздільною здатністю 320×240 пікселів та частотою 15 кадрів/секунду. 

## Додаткова інформація
Смартфон має інтерфейси Wi-Fi, Bluetooth 2.1 та USB 2.0. Є стереофонічне FM-радіо з підтримкою RD, диктофон, GPS-навігатор.

## Інші смартфони Samsung
Samsung Galaxy Ace

Samsung Galaxy Gio

Samsung Galaxy Fit

Samsung Galaxy S

Samsung Galaxy S II

Samsung Galaxy S III

Samsung Wave

## Огляд Samsung Galaxy Fit
- http://keddr.com/2011/04/obzor-samsung-galaxy-mini/ [Архівовано 15 березня 2013 у Wayback Machine.]
- http://gagadget.com/cellphones/2011-01-26-malenkaya_galaktika_obzor_android-smartfona_samsung_gt-s5570_galaxy_mini/ [Архівовано 1 вересня 2013 у Wayback Machine.]
- http://mobiguru.ru/reviews/samsung_galaxy_mini_review.html [Архівовано 29 січня 2013 у Wayback Machine.]
- http://www.mobiset.ru/articles/text/?id=5489 [Архівовано 17 травня 2013 у Wayback Machine.]